# Penneshaw
Penneshaw – miasto w Australii, w stanie Australia Południowa.